# Salvador Rodea González
Salvador Rodea González (ur. 10 września 1971) – meksykański duchowny rzymskokatolicki, od 2015 przełożony generalny Zakonu Kleryków Regularnych.

## Życiorys
Święcenia kapłańskie przyjął 27 sierpnia 2000. 15 czerwca 2015 został wybrany na generała zakonu teatynów.